# ペニーロイヤルミント
ペニーロイヤルミント（英名: Pennyroyal、学名: Mentha pulegium）は、シソ科ハッカ属の多年草。和名はメグサハッカ（目草薄荷）、別名ペニローヤルミント、ペニロイアルハッカ。名前は硬貨のペニーに由来。中国名は、唇萼薄荷。
株全体に芳香があり、葉が小さくて縁の鋸歯がはっきりしないこと、淡紅色の花が茎上方の包葉の腋に集まって円い塊になることが主な特徴。ハーブとして利用される。リンネの『植物の種』(1753年) で記載された植物の一つである。

## 特徴
ヨーロッパ原産。香料として栽培される。日本では北村四郎が大阪市外曽根に自生していたものを検出したことを1937年（昭和12年）に報告し、その後も近畿地方を中心に一部野生化していることが報告されている。
多年生の草本。全草に芳香がある。草丈は30 - 60センチメートル (cm) になり、茎には4稜があり上部に細かい毛を密生する。葉は長さ2 - 5ミリメートル (mm) の葉柄がつき、葉身は葉先が鈍いか円く、基部はくさび形に細まり、葉縁にごく低い鋸歯がつくか鋸歯を欠く。茎上部につく包葉は普通の葉と同じ形になる。
花期は夏。花は包葉の腋ごとに集まって円い塊となった花序となる。ひとつの花には短い柄がついている。花冠は淡紅色で、先が4裂し、外面には白い軟毛がある。雄蕊は4個、雌蕊は1個で、雄蕊・雌蕊は同じ長さで花口よりも長く突き出る。萼は筒状で表面と口部内面に毛を密生し、先が5裂する。

## 利用
ミント特有の香りがあり、ハーブとして利用される。
耐寒性が強く、這地性で、地下茎で増えるため、株分けが容易である。
バンクスの本草書によると、腹部の疾患、おでき、痙攣などに対して効能があるとされる。
アリ、ノミ、カメムシなどへの防虫効果がある。
精油の主成分プレゴン（Pulegone）により、乳幼児の服用や大量服用時の中毒死事例がある。中毒症状はアセチルシステインの服用で改善される。